# Lutjanus purpureus
O vermelho (Lutjanus purpureus) é uma espécie tropical de peixe que chega a medir até 90 cm de comprimento. Tais peixes possuem coloração avermelhada. Também são conhecidos pelos nomes populares de acaraiá, acarapuã, cachucho, pargo e pargo-cachucho.